# Makdiops montigena
Espèce
Synonymes
- Selenops montigena Simon, 1889

Makdiops montigena est une espèce d'araignées aranéomorphes de la famille des Selenopidae.

## Distribution
Cette espèce se rencontre au Népal et en Inde en Himachal Pradesh, en Uttarakhand et au Jharkhand,.

## Description
Le mâle décrit par Crews et Harvey en 2011 mesure 9,78 mm et la femelle 9,31 mm.

## Publication originale
- Simon, 1889 :  Arachnides de l'Himalaya, recueillis par MM. Oldham et Wood-Mason, et faisant partie des collections de l'Indian Museum. Première partie. Journal of the Asiatic Society of Bengal, vol. 58, p. 334-344 (texte intégral).